# Caphar
 (mars 2024).
Un caphar était un péage ou un droit imposé par les Turcs aux marchands chrétiens qui commerçaient leurs marchandises d'Alep à Jérusalem.

## Origine
Le terme a été dérivé du terme arabe kifhara, qui signifie « défense » ou « protection ». Les individus qui occupaient ces postes ou les leaders des groupes armés qui offraient protection aux marchands revendiquaient également le droit en tant que caphar.

## Évolution
Le caphar a été introduit par les chrétiens eux-mêmes lorsqu'ils contrôlaient la Terre Sainte. Le péage soutenait à l'origine les troupes et forces postées dans les passages les plus difficiles, pour éviter les pillages des Arabes. Mais les Turcs, qui ont continué et même augmenté le péage, ont abusé de la pratique, exigeant des sommes arbitraires des marchands et voyageurs chrétiens. Cela était sous prétexte de les protéger des Arabes, avec lesquels ils entretenaient fréquemment des accords, et même favorisaient leurs pillages.